# Place Firmin-Gautier
La place Firmin-Gautier est une place publique de la commune française de Grenoble, dans le département français de l'Isère, en région Auvergne-Rhône-Alpes. 

## Situation et accès
Traversée par la rue Pierre-Semard, cette place, qui héberge le parvis et l'entrée du palais de justice de Grenoble, est située au cœur du quartier Europole, dénommé « quartier de la Frise » au début du XXe siècle. Elle est également très proche de la gare de Grenoble. Le lieu accueille en son centre un petit marché bio de plein air, ouvert chaque jeudi de l'année.
En partant du nord, et dans le sens des aiguilles d'une montre, la place Firmin-Gautier donne accès aux voies suivantes, selon les références toponymiques fournies par le site Géoportail de l'Institut géographique national (sont aussi précisés les noms portés par ces voies au moment de la création de la place) : 
- Nord : rue Pierre-Semard (ancienne rue du Polygone),
- Est : place Robert-Schuman,
- Sud-est : rue Pierre-Semard (ancienne rue du Polygone),
- Sud : rue René-Thomas (ancienne rue de Sassenage),
- Sud-ouest : rue d'Alembert,
- Ouest : rue du Vercors (ancienne rue du Moucherotte).

La place est située dans le quartier Europole, à proximité du cours Berriat et elle est accessible aux piétons, cyclistes ou automobilistes depuis n'importe quel point de la ville et de l'agglomération.
Transports publics
La place est directement desservie par la B du réseau de tramway de l'agglomération grenobloise, la station Palais de Justice qui borde cette place dans sa partie est, borde également la façade du bâtiment judiciaire. 
Le terminus (Palais de Justice) de la ligne d'autobus C5 est situé rue Pierre-Semard, à quelques mètres de cette place.

## Description

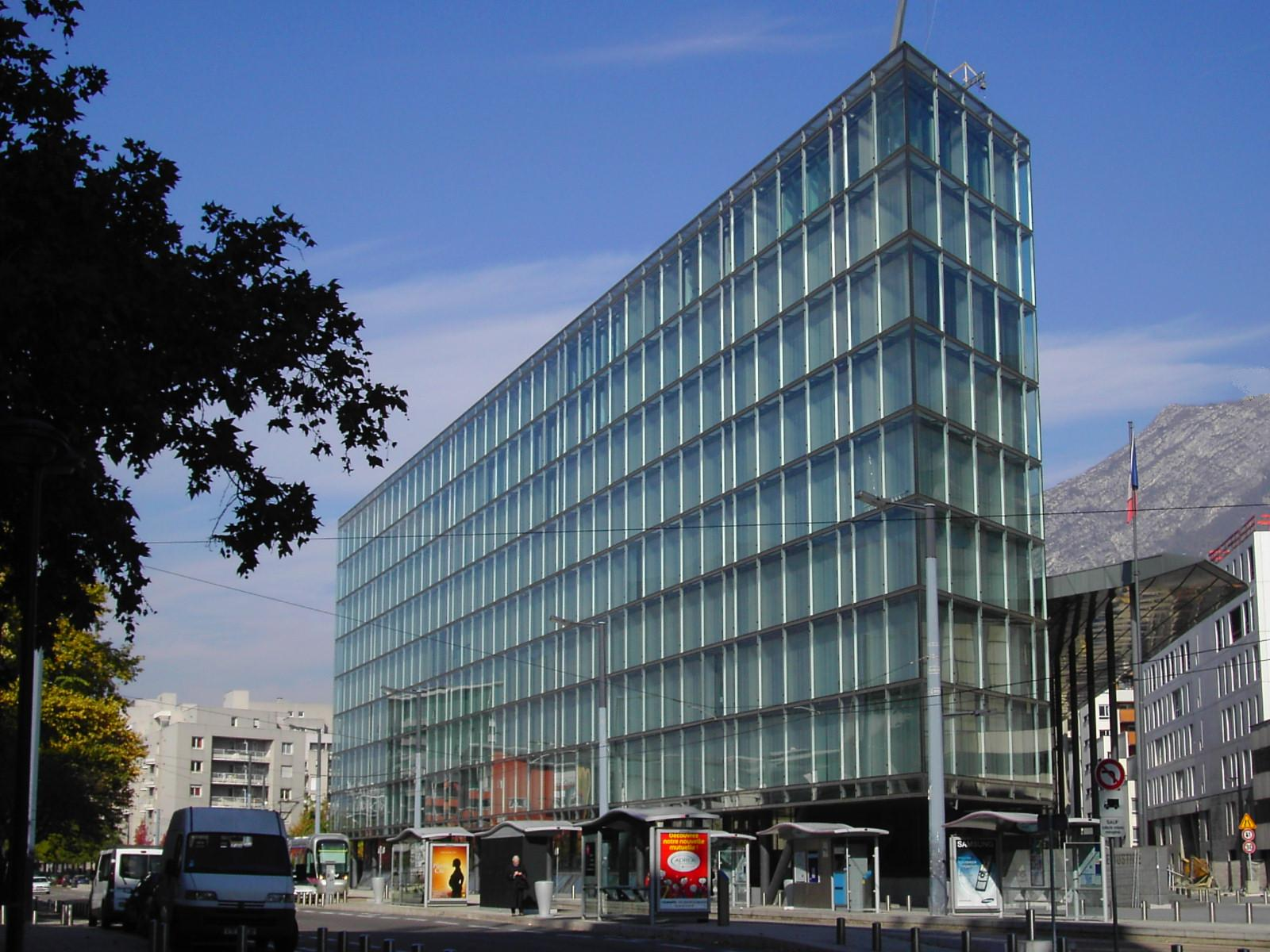
Le palais de justice de Grenoble, depuis la place Firmin-Gauthier.

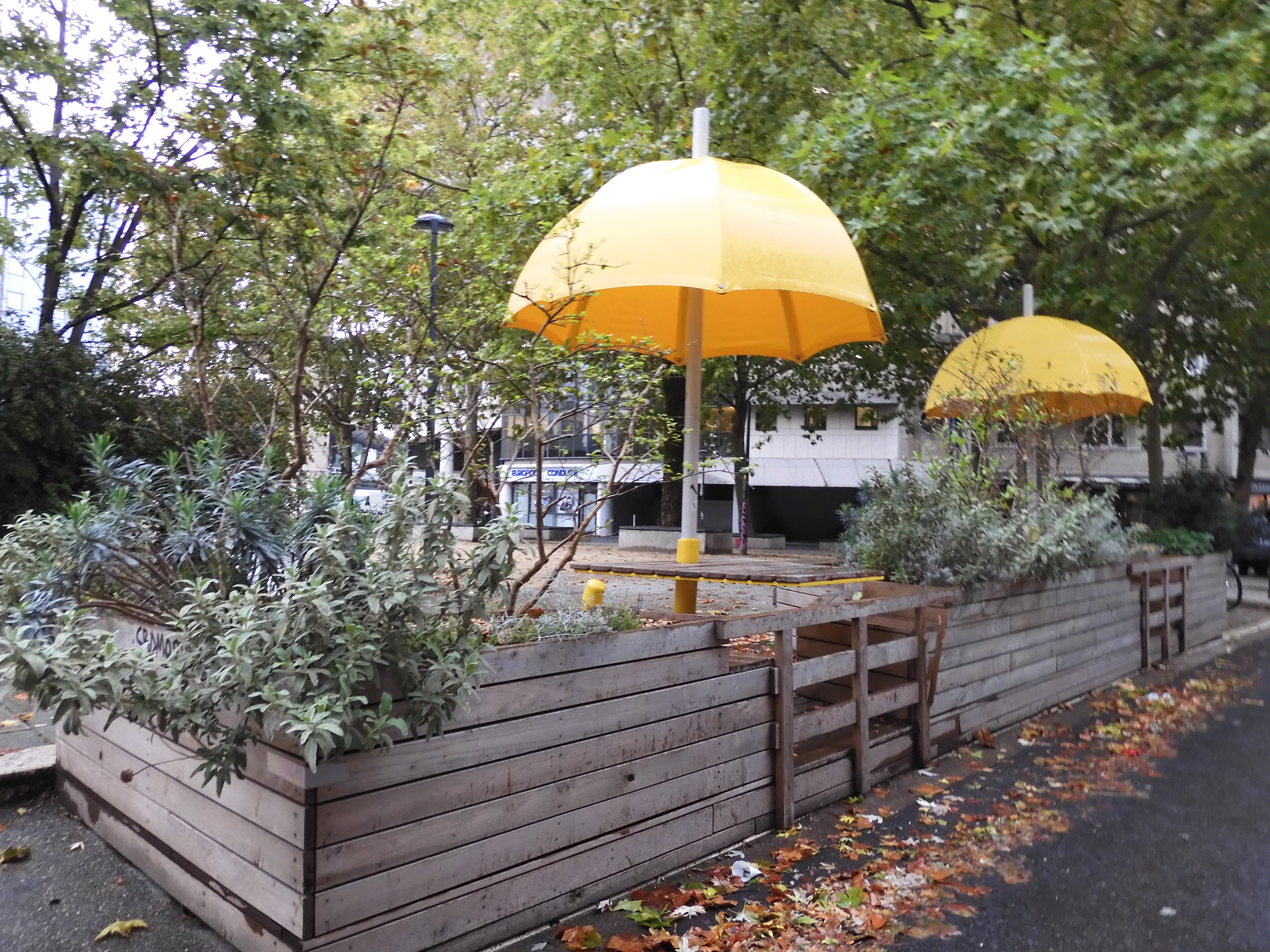
La « terrasse ludique ».

La place, de forme triangulaire, offre la particularité d'avoir un côté entièrement bordé par le parvis et une partie de la façade du palais de justice de Grenoble, l'entrée principale du bâtiment donnant également sur cette place. 
Le marché hebdomadaire attire un grand nombre de Grenoblois tous les jeudis en raison de la mis en place d'un marché d'agriculture biologique mais elle reste cependant assez animée tous les autres jours de la semaine en raison de la proximité immédiate du World Trade Center Grenoble, situé place Robert-Schuman, de l'entrée du bâtiment de Grenoble École de management, situé rue Pierre-Semard, de la gare de Grenoble (bâtiment annexe côté Europole) et de quelques restaurants, hôtels, cafés et de cabinets d'avocats.
Une « terrasse ludique » imaginée par le collectif « DesPas » et visant à « donner plus de place aux piétons et piétonnes dans l’espace public » a été installé sur cette place. Cet espace a été inauguré par Éric Piolle, maire de Grenoble le 2 juillet 2020.

## Origine du nom
Cette place honore la mémoire du peintre grenoblois Firmin Gautier (quelquefois orthographié « Firmin Gauthier ») né le 29 juin 1838. Cet élève de Théodore Ravanat et d'Ernest Hébert a peint des œuvres d'inspiration historique et religieuse et figura au salon de Paris de 1866 à 1877. Il décède dans le quartier de la Frise (ancien nom du quartier Europole) le 12 septembre 1877, alors qu'il était membre du conseil municipal de Grenoble.

## Historique

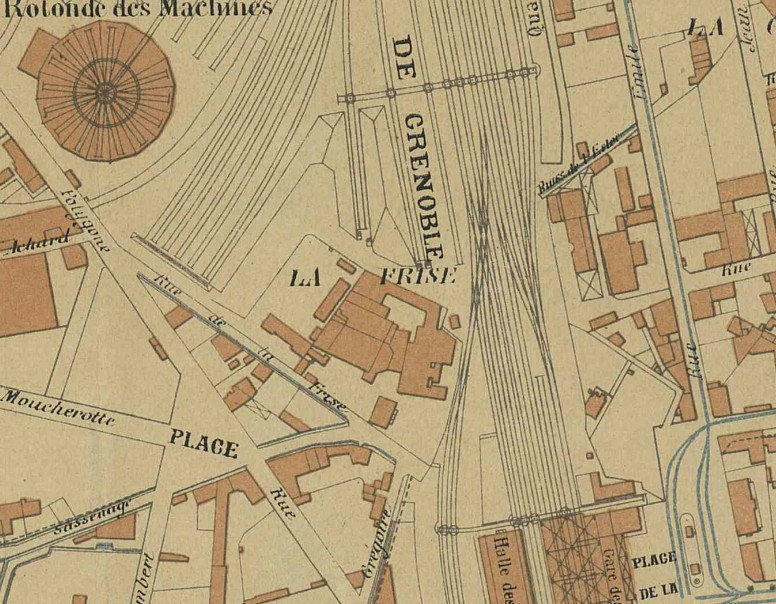
Plan du quartier de la Frise en 1902. La place indiquée sur le plan ne portera le nom de Firmin Gautier qu'à compter de 1941.

La dénomination de la place Firmin-Gautier fut approuvée par le conseil municipal de Grenoble le 18 mars 1941 dans ce qui était encore le quartier de la Frise.
Un marché visant à valoriser les terroirs locaux, les circuits courts et les produits des jeunes agriculteurs est ouvert en 2009 à l’initiative d’un artisan boulanger et de producteurs dauphinois.

## Bâtiments remarquables et lieux de mémoire
Palais de Justice de Grenoble.
Le bâtiment, achevé en 2002, comprend huit étages. Sa façade entièrement vitrée, tournée en direction de la place, a été conçu par l'architecte Claude Vasconi. Le palais de justice regroupe le tribunal de commerce, le conseil de prud'hommes, le tribunal d'Instance, le tribunal de grande instance ainsi que la Cour d'Appel qui concerne également les départements de la Drôme et des Hautes-Alpes.